# Ophiomyia banffensis
Ophiomyia banffensis är en tvåvingeart som beskrevs av Spencer 1969. Ophiomyia banffensis ingår i släktet Ophiomyia och familjen minerarflugor. Inga underarter finns listade i Catalogue of Life.